# کیت هاردی
کیت هاردی (انگلیسی: Kate Hardie؛ زادهٔ ۲۶ آوریل ۱۹۶۹) یک بازیگر اهل بریتانیا است.
وی بازیگر فیلم‌هایی همچون مونا لیزا، آزادی را فریاد کن، من دینا هستم و دوندگان بوده است.